# 桑园镇 (怀来县)
桑园镇，是中华人民共和国河北省张家口怀来县下辖的一个乡镇级行政单位。

## 行政区划
桑园镇下辖以下地区：
桑园村、黄营村、前郝窑村、歪头山村、常梁寨村、北浩营村、南浩营村、王庄村、张家堡村、张官营村、辛窑村、万窑村、九营村、窑湾村、李官营村、果园村、寺湾村、头堡村、二堡村、西蒋营村、东蒋营村、北袁营村、南袁营村、杜寨村、八卦村、暖泉村、夹河村、沙营村、石门湾村、后郝窑村和响岭村。

## 交通
丰沙铁路：邢家堡站